# Reed-Solomoncode
Een Reed-Solomoncode ofwel RS-code is een foutdetectie en -correctiecode die wordt gebruikt om mogelijke transmissiefouten te detecteren en/of te corrigeren door gebruik te maken van extra, redundante informatie. Een muziek-cd gebruikt bijvoorbeeld een RS(28,24)-code gevolgd door een RS(32,28)-code om incidentele leesfouten te corrigeren.
Reed-Solomoncodes vormen een niet-binaire subklasse van de BCH-codes die m aaneengesloten bits coderen in niet-binaire symbolen die elementen zijn in het eindige extensielichaam {\displaystyle GF(2^{m})} van {\displaystyle GF(2)}. In de praktijk kunnen de niet-binaire symbolen worden gerepresenteerd met behulp van binaire informatie.
Reed-Solomoncodes worden vaak aangeduid als RS({\displaystyle n,k}) of RS({\displaystyle n,k,t}) waarbij {\displaystyle n} het aantal niet-binaire symbolen is (van het extensielichaam {\displaystyle GF(2^{m})}) waarin de {\displaystyle k} originele informatie symbolen worden gecodeerd door {\displaystyle n-k=2t} redundante symbolen (van hetzelfde extensielichaam) toe te voegen. De waarde van {\displaystyle t} is het aantal symboolfouten dat gecorrigeerd kan worden. Een RS({\displaystyle n,k})-code kan dus {\displaystyle (n-k)/2} symboolfouten corrigeren.
RS-codes zijn cyclische codes, wat wil zeggen dat een cyclische verschoven versie van een codewoord, ook een codewoord van dezelfde code is.